# Acacia manubensis
Acacia manubensis är en ärtväxtart som beskrevs av James Henderson Ross. Acacia manubensis ingår i släktet akacior, och familjen ärtväxter. IUCN kategoriserar arten globalt som sårbar. Inga underarter finns listade i Catalogue of Life.